# 제7회 모스크바 국제 영화제
제7회 모스크바 국제 영화제는 1971년 7월 20일부터 8월 3일까지 개최되었다.

## 심사위원
- 그리고리 코진체프 (소련 - 심사위원장)
- 친기스 아이트마토프 (소련)
- 파울린 수마누 비에이라 (세네갈)
- 세르게이 게라시모프 (소련)
- 에르빈 게쇼네크 (동독)
- 카렐 제만 (체코슬로바키아)
- 줄리아노 몬탈도 (이탈리아)
- 제임스 올드리지 (영국)
- 갈사니인 린첸삼부 (몽골)
- 아르만도 로블레스 고도이 (페루)
- 베아타 티슈키에비치 (폴란드)
- 유세프 샤힌 (이집트)

## 수상 및 후보

### 대상
- 풍운아 크롬웰 - 켄 휴즈

### 남우주연상
- 풍운아 크롬웰 - 리처드 해리스 수상